# 多棱角螺
多棱角螺（學名：Angulyagra polyzonata）是田螺科角螺屬的一個物種，是一種淡水有鰓和螺厣的淡水生腹足綱軟體動物。

## 分佈
本物種分佈於中國東南部、南部（福建、廣東、海南、雲南）及越南北部（河內、北部灣一帶）。本物種在台灣乃外來種，並非原生動物，現時見於屏東縣九如鄉。

## 型態描述
螺殻闊11.2–21.4 mm.、高13.8–32.5 mm。
與本物種相似的物種還有Bellamya heudei。

## 生態

### 棲息地
本物種棲息於湖、河流、溪澗或排水溝內，是水產養殖池常見的物種。

### 寄生蟲及捕食者
本物種是一種名為Multicotyle purvisi的吸蟲的宿主。
至於捕食者，華南常見的烏頭（Mylopharyngodon piceus）是本物種常見的捕食者。

## 人類食用
本物種除了可供一般食用以外，其螺殻及螺肉均可入藥。食用方面：會像魚類、家禽或家畜那樣飼養，一般養在池塘裡，待抽乾塘水後再檢拾。